# Paul Stenzel
Paul Stenzel (* 10. Juli 1901 in Duneyken, Ostpreußen; † 16. März 1966) war ein deutscher Gewerkschafter und Politiker (SPD).

## Leben und Beruf
Nach dem Besuch der Volksschule absolvierte Stenzel eine Lehre als Bergmann und arbeitete anschließend in diesem Beruf. Er schloss sich 1918 der Gewerkschaft an, trat nach dem Zweiten Weltkrieg in die IG Bergbau ein und war als Grubenbetriebsführer und Arbeitsdirektor bei der Monopol Bergwerks AG tätig. Von 1946 bis 1950 war er Vorsitzender des dortigen Betriebsrates, dem er bis 1957 angehörte.

## Politik
Stenzel war seit 1929 Mitglied der SPD. Stenzel war ab 1948 Stadtverordneter in Lünen. 1954 wurde er in den Nordrhein-Westfälischen Landtag gewählt, dem er bis 1962 angehörte. Im Parlament vertrat er den Wahlkreis Dortmund IV – Lünen.